# クルト・マイヤー
クルト・マイヤー（Kurt Meyer, 1910年12月23日 - 1961年12月23日）は、ドイツの軍人。第二次世界大戦中に最年少で武装親衛隊少将となる。装甲部隊を率いて敢闘し、「パンツァーマイヤー（Panzermeyer）」のあだ名で敵味方に広く知られた。終戦後は戦争犯罪により死刑判決を受けるが、後に減刑され釈放された。 

## 経歴

### 生い立ち
ドイツ帝国領邦ブラウンシュヴァイク公国イェルクスハイム（de:Jerxheim）に工場労働者の息子として生まれる。父は第一次世界大戦で戦死した。
家計が貧しかったため教育を受けるのを断念して鉱山採掘所で働いていた。その後1929年から1934年までメクレンブルク州の州警察に警察官として勤務した。警察では上級巡査（Oberwachtmeister）まで昇進。

### ナチ党・親衛隊入隊
少年時代から政治に関心があり、1925年5月に国家社会主義ドイツ労働者党（ナチ党）の青少年組織（1926年にヒトラー・ユーゲントと改称される組織）に参加している。1928年4月にユーゲントから突撃隊に移籍。1930年9月1日に正式にナチ党に入党する（党員番号316,714）。1931年10月15日、親衛隊に入隊した（隊員番号17,559）。
はじめシュヴェリンに駐留する第22シュタンダルテ（Standarte＝連隊に相当）（一般親衛隊）に配属されていたが、1934年5月15日にヒトラーの護衛部隊であるライプシュタンダルテ・SS・アドルフ・ヒトラー（LSSAH）の自動車隊に転属した。同部隊は同年に親衛隊特務部隊（武装親衛隊の前身）の連隊の一つとなる。1936年9月に第14対戦車中隊長となる。1938年1月にはクラウスドルフでエンジニアとしての講習を受け、ついでミュールハウゼンで参謀の講習を受けた。

### 第二次世界大戦

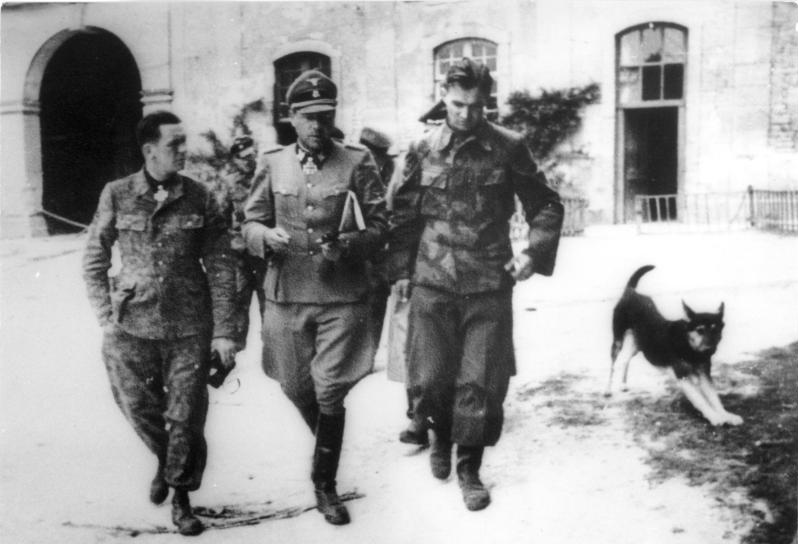
1944年、フランスのカーンでの（左から）マイヤー、ヴィット、ヴェンシェの師団幹部。

1939年9月1日、ドイツによるポーランド侵攻で第二次世界大戦が勃発。この作戦にライプシュタンダルテの対戦車中隊の中隊長として従軍。9月20日に二級鉄十字章を受章。しかし対戦車中隊の出番は少なく、マイヤーはこれに不満があった。LSSAH連隊長ヨーゼフ・ディートリヒの許可を得て10月末にオートバイ狙撃中隊長に転属させてもらった。
翌年の西方電撃戦に従軍。オートバイ中隊中隊長としてライプシュタンダルテの先陣を切って進軍した。しかしこの際にマイヤーはオートバイを飛ばし過ぎて電話線をよけきれずに転んでしまい、脳震盪にあっている。この戦いの後の1940年6月8日に一級鉄十字章を受章した。またマイヤーのオートバイ中隊は装甲偵察大隊に改組された。
1941年4月からのバルカン作戦にもライプシュタンダルテの装甲偵察大隊の大隊長として参加。4月10日にマイヤーの大隊はクリスラ峠でギリシャ軍と戦い、戦死6人と負傷9人だけで1000人以上のギリシャ兵を捕虜にした。さらにその翌日にはカストリアの中心都市を占領し、1万1000人を捕虜にした。マイヤーの部隊は4月26日にコナント湾に達し、ここから漁船でオートバイや対戦車砲を渡海させて対岸の英国軍拠点を占領するのに成功した。この戦いの後の1941年5月18日に騎士鉄十字章を受章した
1941年6月からのバルバロッサ作戦にもライプシュタンダルテの装甲偵察大隊長として従軍。マイヤーの大隊は8月にヘルソンの占領に活躍した。しかし10月のロストフへの攻勢の際に体調を崩して前線から外され、ライプシュタンダルテ師団の司令部勤務となった。1942年1月1日にはじめて総統アドルフ・ヒトラーの謁見を受けた。その後すぐにライプシュタンダルテの偵察大隊長に復帰するもライプシュタンダルテ師団自体が大きな損害を受けたことにより1942年6月にフランスへ戻された。
1943年1月にライプシュタンダルテと共に東部戦線に復帰。第3次ハリコフ戦に参加した。この戦いでマイヤーの偵察大隊は常に最前線で戦い、何度も壊滅の危機に瀕しながらもなんとか本隊へ復帰した。同年6月、第12SS装甲師団が編成されると、第25装甲擲弾兵連隊の連隊長に任命される。同師団は、ヒトラーユーゲントの17、18歳の若者を兵士として編成され、士官の多くは第1SS装甲師団から抽出された。マイヤーもその一人である。士官の人数がそれだけでは足りず、国防軍から出向者を迎えたりしている。また、マイヤーは戦車連隊長の職を希望していたが、マックス・ヴュンシェ（en:Max Wünsche）が就任している。
1944年6月、ノルマンディーでの戦いに際し、親衛隊大佐として同師団の第25装甲擲弾兵連隊の指揮を執っていたが、6月に師団長フリッツ・ヴィット(de:Fritz Witt)が砲撃を受けて戦死したため指揮を引き継いだ。この際、33歳で親衛隊准将に昇進し、ドイツ軍の中でも特に若い将軍の一人となる。カーン近郊でカナダ軍に対し大きな損害を与えた。同師団は22,000の兵員を5,000に減らされながらファレーズ包囲戦に参加、連合軍の絶え間ない砲爆撃にさらされた。ここでもマイヤーは兵員を1,500に減らされながらも包囲網突破に成功した。この戦功により8月27日に柏葉剣付騎士鉄十字章を受章した。
9月7日にリエージュでレジスタンスの捕虜となり、米軍に引き渡されてコンピエーニュの捕虜収容所に送られた。米軍に引き渡された際、米兵から激しい暴行を受け全身血まみれとなり、野戦病院で武装親衛隊独特の迷彩服を全部脱がされた。その後1944年11月から1945年4月までロンドン近郊のトレント・パーク捕虜収容所に収容されていた。

### 戦犯・服役

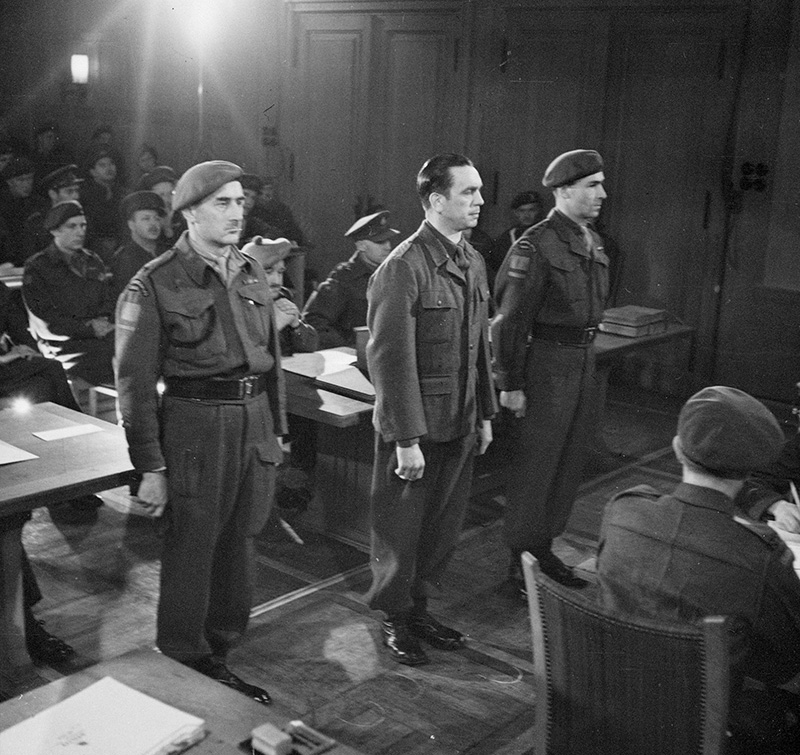
カナダ軍に起訴されるマイヤー（1945年12月、イギリス軍撮影。起立した中央無帽の人物）

1945年12月10日、マイヤーはドイツのアウリッヒでカナダ軍の戦争犯罪法廷に起訴された。罪状は戦時国際法に違反して連合軍部隊の容赦ない殲滅を下令、ノルマンディーの戦いの最中に部下に対しカナダ兵捕虜7人を処刑を指示したとするものであった。裁判ではかつての敵であった連合軍将校からの弁護もあり、罪状の信憑性も怪しいものであったが、死刑判決が下され独房に入れられた。しかしミュンスター司教をはじめとするドイツの各方面からの助命嘆願が相次ぎ、終身禁固刑に減刑され、カナダのドルチェスター刑務所に送られた。その間も減刑の嘆願が相次ぎ、1951年10月17日にドイツのヴェルルにある刑務所に移された。
1954年9月6日、西ドイツ首相コンラート・アデナウアーによる連合国との交渉の結果、マイヤーは9年の服役の末釈放された。マイヤーは帰還した故郷で歓迎され、従軍と服役の体験を記した「擲弾兵」を出版し、ベストセラーになった。マイヤーは旧武装親衛隊員相互扶助協会（HIAG）でも幹部を務めた。出獄後はハーゲンにあるビール醸造所に就職したが、その社長カール＝ホルスト・アンドレアス（Carl-Horst Andreas）も元武装親衛隊大尉だった。マイヤーは51歳の誕生日に心臓発作のため死去し、その葬儀には政治家やドイツ連邦軍の高官など数千人が参列した。

## 人物
マイヤーは偵察部隊や戦闘団を率いた迅速な作戦行動により敵味方を驚かせる成功を収めたため、当初「駿速マイヤー（Schneller Meyer）」のあだ名で知られた。のちに広く知られるようになる「パンツァーマイヤー」というあだ名は、1920年代末の警官時代に屋根から落ちてひどく骨折しながらも生き延びたことに由来しており、「パンツァー」は彼が率いた戦車部隊のことではなく、彼の肉体の頑健さにちなんだ「装甲」「甲冑」の意味である。ただこの古傷のためマイヤーの片足はやや短くなり、生涯足に補助具を装着せねばならず、また痛みに悩まされていた。

## キャリア

### 警察階級
- 1930年10月1日、下級巡査（Unterwachtmeister）[2]
- 1934年4月20日、上級巡査（Oberwachtmeister）[2]

### 親衛隊階級
- 1932年2月15日、親衛隊二等兵（SS-Mann）[2]
- 1932年7月10日、親衛隊少尉（SS-Sturmführer）[2][4]
- 1935年3月10日、親衛隊中尉（SS-Obersturmführer）[2][4]
- 1937年9月12日、親衛隊大尉（SS-Hauptsturmführer）[2][4]
- 1940年9月1日、親衛隊少佐（SS-Sturmbannführer）[2][11]
- 1942年11月9日、親衛隊中佐（SS-Obersturmbannführer）[2][11]
- 1943年6月21日、親衛隊大佐（SS-Standartenführer）[11]
- 1944年8月1日、親衛隊上級大佐（SS-Oberführer）[11]
- 1944年9月1日、親衛隊少将（SS-Brigadeführer）[11]

### 受章
- 鉄十字章
  - 二級鉄十字章（1939年9月20日）[4]
  - 一級鉄十字章（1940年6月8日）[4]
  - 騎士鉄十字章（1941年5月18日）[4][3]
    - 柏葉章（1943年2月23日）[4][3]
    - 剣章（1944年8月27日）[4][3]
- ドイツ十字章金章（1942年2月8日）[4]
- 1938年3月13日記念メダル[4]
- 1938年10月1日記念メダル[4]
- 親衛隊全国指導者名誉長剣[4]
- 親衛隊名誉リング[4]
- 勇敢勲章(bg)1等4級章（ブルガリア勲章）[4]